# Walckenaeria cirriceps
Walckenaeria cirriceps este o specie de păianjeni din genul Walckenaeria, familia Linyphiidae, descrisă de Thaler, 1996.
Este endemică în Grecia. Conform Catalogue of Life specia Walckenaeria cirriceps nu are subspecii cunoscute.